# NGC 1694
NGC 1694 este o galaxie spirală situată în constelația Eridanul. A fost descoperită în 9 ianuarie 1880 de către Édouard Stephan⁠(d). Se află la o distanță de 50,96 de megaparseci de Pământ.